# تینا کراییشنیک
تینا کراییشنیک (سیریلیک صربی: Тина Јовановић Крајишник؛ زادهٔ ۱۲ ژانویهٔ ۱۹۹۱) بازیکن بسکتبال زن اهل صربستان است.
وی در مسابقات کشوری و بین‌المللی در مجموع برندهٔ ۱ مدال طلا شده‌است.